# Odensjön
Odensjön är en insjö i Skåne, Sverige och tillhör Söderåsens nationalpark. Sjön är rund i formen, har en diameter på 150 meter och är 19 meter djup. Odensjön ska ha bildats från en glaciärnisch, och namnet ska Odensjön ha fått på grund av den cirkelrunda formen som liknas vid guden Odens enda öga. Odensjön ligger i Söderåsens Natura 2000-område och skyddas av fågeldirektivet.

## Sägner
Omgiven av 30 meter höga branter har Odensjön gett upphov till olika sägner. Länge trodde man att sjön var bottenlös och hade en egen förbindelse till en krypta i Lunds domkyrka. Två jättar, Blink och Börta, ska ha bosatt sig under sjön så pass långt ner att de inte längre kunde höra kyrkklockorna. En annan sägen säger att det i forna tider ska ha funnits ett slott där Odensjön ligger idag, och slottets torn ska synas i djupet när sjön är som klarast.
Det finns också en sägen från Landskrona om en elak man som gått bort. Folket ville begrava honom i den bottenlösa Odensjön för att hindra honom från att gå igen. Men han själv ville uppenbarligen inte kastas i den bottenlösa sjön, för hans kista blev tyngre och tyngre ju närmare hästskjutsen kom sjön. Till sist orkade inte hästen mer, och den elake mannen begravdes istället vid vägkanten.

## Odensjön idag
Tack vare inplanterad fisk som regnbåge, öring, gädda, abborre och mört kan man idag fiska i Odensjön, dock krävs fiskekort.
Längs Odensjöns kanter går den del av Skåneleden som slingrar sig mellan Åstorp och Röstånga.

### Kultur i Natur
Sedan 1993 anordnas under namnet Kultur i Natur årliga konserter på Odensjön, där artisterna framträder från en flotte ute på sjön. Konserterna som arrangeras av Röstånga Turist- och hembygdsförening i augusti framförs av välkända musiker och har kommit att bli välbesökta.

#### Medverkande genom åren
Följande musiker har varit huvudartister vid Kultur i Natur sedan starten 1993:
- 1993: Elisabeth Assarson och Bengt Wikström
- 1994: Susanne Alfvengren
- 1995: Loa Falkman
- 1996: Sven-Bertil Taube
- 1997: Robert Wells och Tito Beltran
- 1998: Mikael Samuelsson
- 1999: Arja Saijonmaa
- 2000: Karin Glenmark och Anders Ekborg
- 2001: Tommy Körberg (Vid en extrakonsert i samband med nationalparksinvigningen på försommaren medverkade Ainbusk.)
- 2002: Loa Falkman och Marianne Mörck
- 2003: The Real Group
- 2004: Anna-Lotta Larsson och Monica Ramos
- 2005: Roger Pontare, Dana Dragomir och Jessica Johansson
- 2006: Helen Sjöholm, Jojje Wadenius och Martin Östergren
- 2007: Arja Saijonmaa
- 2008: Maria Möller
- 2009: Vocal Six, Karl Dyall, Hanna Lindblad och Rennie Mirro
- 2010: Robert Wells & Sofia Källgren
- 2011: Madaroarna, Peter Jöback & Cookies 'N' Beans
- 2012:
- 2013:
- 2014: Malena Ernman

## Galleri

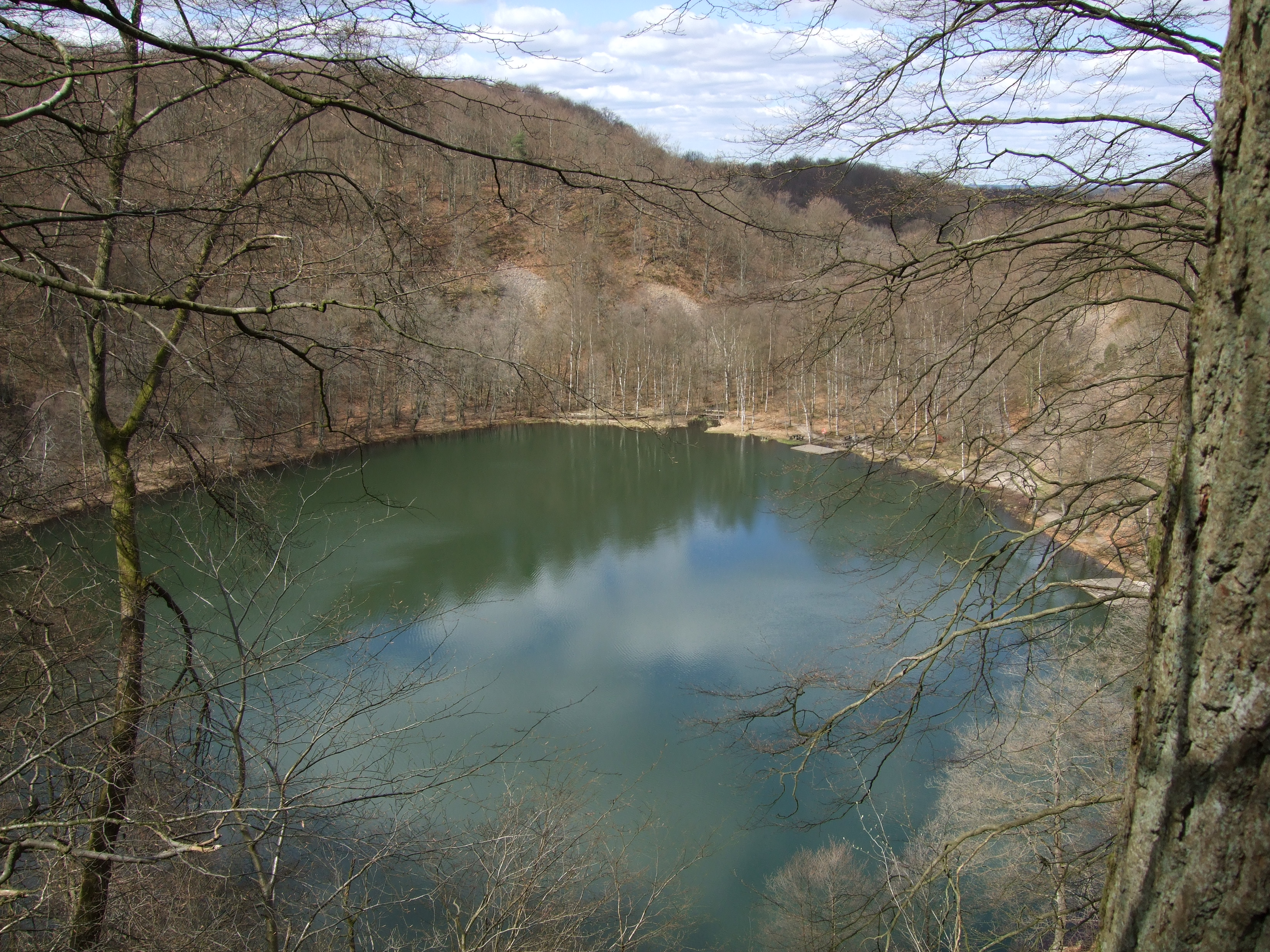
Odensjön i april
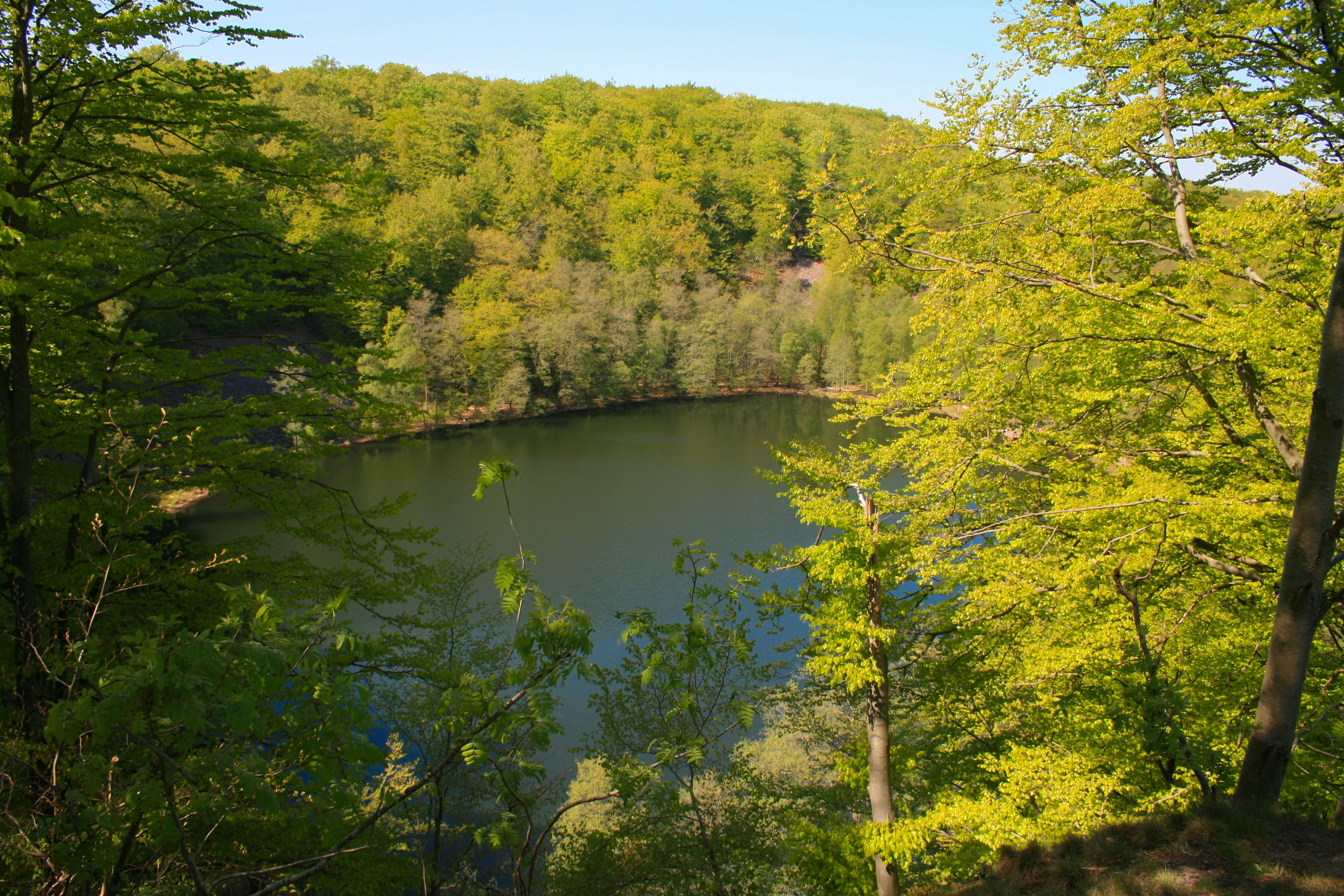
Odensjön i maj
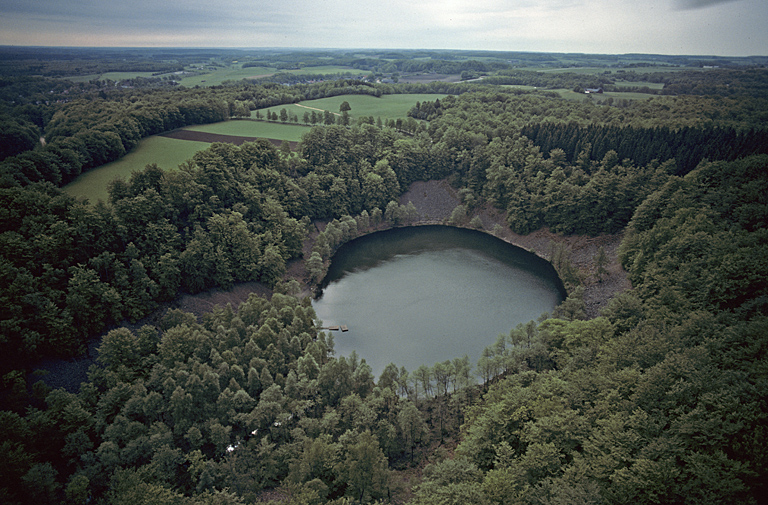
Flygfoto över Odensjön